# Anthurium tilaranense
Anthurium tilaranense là một loài thực vật có hoa trong họ Ráy (Araceae). Loài này được Standl. miêu tả khoa học đầu tiên năm 1927.